# Southampton (Schiff, 1937)

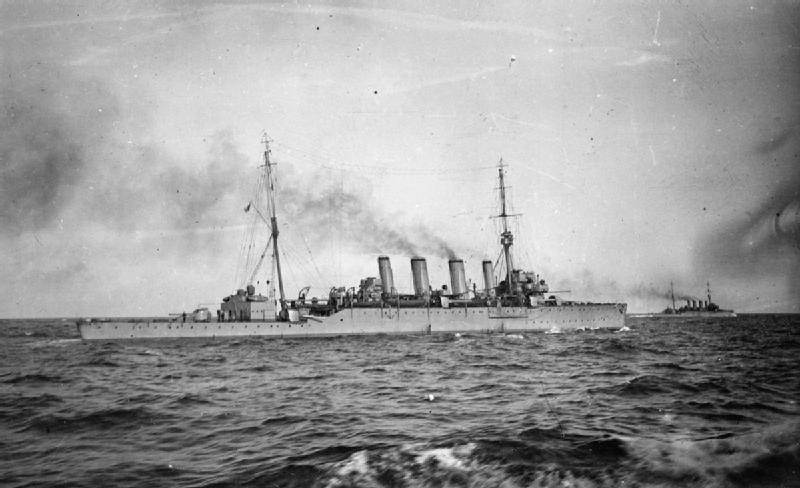
Die Southampton von 1912

Die Southampton (C83) war ein Leichter Kreuzer der neuen Town-Klasse von 1937 und gehörte zur ersten Gruppe von fünf Schiffen dieser Klasse, die nach ihr auch als Southampton-Klasse bezeichnet wurden. Ursprünglich sollte das Schiff wie die vorangegangenen kleinen Kreuzer einen Namen aus der griechischen Mythologie erhalten und nach einem Kyklopen Polyphemus genannt werden. Sie war das fünfte Schiff der Royal Navy, das nach der Stadt Southampton benannt wurde. Ihre Namensvorgängerin Southampton war ein Kreuzer der vorangegangenen Town-Klasse, der sich 1914 bis 1916 in der Nordsee auszeichnete und das Ende seiner Dienstzeit als Flaggschiff 1921 bis 1924 auf der East Indies Station verbrachte.
Der neue Kreuzer wurde wie der Namensvorgänger bei John Brown in Clydebank gebaut und am 6. März 1937 mit der Kennung C83 einen Tag nach dem Schwesterschiff Newcastle von der Royal Navy abgenommen.
Die Southampton nahm im Weltkrieg an vielen Operationen teil. Am 11. Januar 1941 wurde sie östlich von Malta von mehreren Bomben getroffen. Das schwer beschädigte und antriebslose Schiff wurde schließlich von begleitenden Schiffen versenkt.

## Geschichte derSouthampton
Der Entwurf der Kreuzer der neuen Town-Klasse war von den Bestimmungen der Londoner Flottenkonferenz von 1930 beeinflusst, die die Zahl der Schweren Kreuzer limitierte. Die drei Vertragsstaaten von 1930 (Großbritannien, Japan, USA) versuchten in der Folge, Leichte Kreuzer mit einer erlaubten Hauptbewaffnung von höchstens 6,1-Zoll-(15,5-cm)-Geschützen zu bauen, die Schweren Kreuzern an Größe und Kampfkraft gleichkamen. In Japan wurden geplante Schwere Kreuzer mit fünf 155-mm-Drillingstürmen als Mogami-Klasse fertiggestellt. Die US Navy entwickelte die neue Brooklyn-Klasse mit ebenfalls fünfzehn 6-Zoll-Geschützen. Diese Kreuzer sollten durch die erhöhte Zahl der Geschütze die leichteren Geschosse ausgleichen. Die Royal Navy setzte bei der neuen Town-Klasse auf vier 6-Zoll-Drillingstürme gegenüber den zuvor gebauten Leichten Kreuzern der Leander-Klasse mit vier Zwillingstürmen und den Kreuzern der zuletzt bestellten Arethusa-Klasse mit nur drei Zwillingstürmen dieses Kalibers.
Der neue Kreuzer wurde am 1. Juni 1934 bestellt und wie der Namensvorgänger bei John Brown in Clydebank gebaut. Der Neubau mit der Baunummer 542 wurde am 21. November 1934 begonnen und lief am 10. März 1936 als zweites Schiff der neuen Klasse vom Stapel. Am 6. März 1937 wurde die Southampton mit der Kennung C83 einen Tag nach dem Schwesterschiff Newcastle von der Royal Navy abgenommen.

### Einsatzgeschichte
Die in Dienst gestellte Southampton kam als Flaggschiff zur 2nd Cruiser Squadron bei der Home Fleet. Dieses Kreuzergeschwader nahm 1937 auch noch die Schwesterschiffe Newcastle, Sheffield und Glasgow in Dienst und wurde 1939 noch mit den beiden Kreuzern der dritten Untergruppe der Town-Klasse (Edinburgh und Belfast) verstärkt.

### Kriegseinsätze
Die Southampton stellte schon am 5. September 1939 mit ihren Begleitern den deutschen Frachter Johannes Molkenbuhr (Hugo-Stinnes-Linien, 5294 BRT) 17 Meilen westlich von Stadlandet. Die deutsche Besatzung hatte nach Erkennen der britischen Einheiten die Selbstversenkung des Schiffes eingeleitet, sodass der Zerstörer Jervis nur die Besatzung des Frachters übernehmen konnte und die Jersey die Johannes Molkenbuhr versenkte.
Der Kreuzer war dann meist mit der Humber Force in der Nordsee im Einsatz und wurde am 26. September zum ersten Mal aus der Luft angegriffen. Am 16. Oktober 1939 erhielt die Southampton erstmals einen Bombentreffer, als die I. Gruppe des Kampfgeschwaders 30 mit Junkers Ju 88-Bombern unter Hauptmann Helmut Pohle Schiffsziele im Firth of Forth angriff und der Kreuzer neben der Edinburgh und dem Zerstörer Mohawk von einem Blindgänger getroffen wurde. Die schwere Bombe schlug nahe einem Pompom-Magazine ein und durchschlug dann drei Decks, ehe sie das Schiff wieder verließ, um dann nahe dem Kreuzer im Wasser zu explodieren. Die elektrische Versorgung des Kreuzers fiel eine Weile aus, aber alle Schäden konnten innerhalb von drei Tagen repariert werden. Die Deutschen verloren zwei Maschinen und ihr Befehlshaber Pohle wurde Kriegsgefangener.
Der Kreuzer war wieder einsatzbereit, um sich an den erfolglosen Abfangversuchen gegen die deutschen Schlachtschiffe Scharnhorst und Gneisenau zu beteiligen, als diese am 23. November 1939 den britischen Hilfskreuzer Rawalpindi südöstlich von Island versenkt hatten und nach diesem Vorstoß wieder in die Heimat zurückliefen. Um den Jahreswechsel wurde der Kreuzer überholt und dabei erstmals mit einem Radar vom Typ 279 für die Luftraumüberwachung ausgerüstet. Seit der Teilung des 2. Kreuzergeschwaders war die Southampton Flaggschiff des der Home Fleet unterstellten Teils, der das 18. Kreuzergeschwader bildete.
Zwischen dem 7. und 9. April 1940 gehörte die Southampton zu den Überwasserschiffen der Royal Navy vor Norwegen, denen mit unklaren Befehlen keine organisierte Abwehr des deutschen Überfalls auf Norwegen gelang. Insbesondere der Angriff der deutschen Luftwaffe am 9. auf einen von Süden gegen Bergen entsandten Verband um die Kreuzer Southampton, Manchester, Glasgow und Sheffield mit 47 Ju 88 des KG 30 und 41 He 111 des KG 26 bestimmte den Rückzug der britischen Einheiten, die nur den Zerstörer Gurkha verloren, aber an weiteren Schiffen Schäden erlitten. In der Folgezeit war der Kreuzer am Aufbau alliierter Gegenmaßnahmen in Norwegen beteiligt. Nach Versorgung in Scapa Flow lief er mit der Aurora am 14. April Harstad an. Vom 29. April bis zum 1. Mai gehörte der Kreuzer zu den britischen Einheiten die die Räumung von Åndalsnes und Molde unterstützten und übernahm einen Teil der zu evakuierenden alliierten Soldaten. Ab dem 28. Mai unterstützte die Southampton mit ihrer Artillerie den Vormarsch einer polnischen Brigade auf Narvik und dann auch im Juni die Räumung dieses so symbolträchtigen Ortes. Am 7. Juni sicherte das Flaggschiff des 18. Kreuzergeschwaders auch die Rückführung der alliierten Truppen aus Norwegen über Harstad und begleitete den zweiten großen Evakuierungskonvoi als letztes Flaggschiff des britischen Seebefehlshabers Admiral of the Fleet Lord Cork.
Ab dem 15. November 1940 verlegte die Southampton dann in das Mittelmeer und gehörte schon am 27. November zu den an der Seeschlacht bei Kap Teulada beteiligten Einheiten. Im Dezember wurde der Kreuzer dann von Alexandria durch das Rote Meer nach Durban geschickt, um an der Sicherung des Truppentransports WS 4B teilzunehmen, der Teile der 2. britischen Panzerdivision und der 18. australischen Infanteriebrigade nach Ägypten bringen sollte. Auf dem Marsch beschoss der Kreuzer am 10. Dezember den Hafen von Kismaayo (ital. Chisimaio, eng. Kismayu) im Süden von Italienisch-Somaliland. Ab dem 16. begann der Rückmarsch mit dem von den schweren Kreuzern Devonshire (bis 18.) und Shropshire gesicherten Geleit, zudem am 26. noch der alte Kreuzer Carlisle sowie die Zerstörer Kandahar und Kimberley für die Passage des Roten Meers traten. Am 28. wurde die Southampton von ihrer Aufgabe gelassen und wurde zum 1. Januar 1941 der 3rd Cruiser Squadron der Mittelmeerflotte für die anlaufende Operation Excess zugeteilt.

### Das Ende derSouthampton
Die Southampton bildete mit der Gloucester und den Zerstörern Ilex und Janus die Force B der Mittelmeerflotte, die 500 Soldaten des Heeres und der Air Force aus Griechenland nach Malta transportieren sollten und dann von dort drei aus Gibraltar mit dem Konvoi MC 4 kommende Transporter mit Versorgungsgütern nach Piräus weiterleiten sollte. Als die beiden Kreuzer mit den Zerstörern Ilex und Jaguar am 11. Januar Malta verlassen hatten, wurden sie am Nachmittag von zwölf Ju-87R-Sturzkampfbombern der II/St.G.2 überraschend angegriffen. Die Gloucester wurde von einem Blindgänger getroffen, während die Southampton mindestens zwei Treffer erhielt, die den Kreuzer in kurzer Zeit in Brand setzten, zum Ausfall aller Systeme führten und eine Bekämpfung der Brände nicht mehr möglich machte. Nachdem der zur Hilfe eilende Zerstörer Diamond und die Gloucester die Besatzung übernommen hatten, versenkten die Gloucester und die ebenfalls zur Hilfe gekommene Orion das brennende Wrack 180 Seemeilen östlich von Malta auf 34° 54′ N, 18° 24′ O mit 5 Torpedos. 81 Mann ließen auf der Southampton ihr Leben.